# William Harris (rugbysta)
William Harris (ur. 1 stycznia 1876 w Christchurch, zm. 15 czerwca 1950 w Dunedin) – nowozelandzki rugbysta, reprezentant kraju.
W latach 1894–1896 dziewięć razy zagrał w regionalnym zespole Otago. W 1897 roku został natomiast wybrany do reprezentacji Wyspy Południowej.
W tym samym roku otrzymał powołanie do reprezentacji kraju. Podczas tournée do Australii zagrał w ośmiu spotkaniach, w tym w dwóch z Nową Południową Walią. Po powrocie do kraju po meczu kadry przeciwko Auckland wraz z Josephem Calnanem zostali zdyskwalifikowani na dwa lata za używanie nieprzyzwoitego języka oraz pijaństwo. Do grania już nie powrócił.